# Ernst zum Compass
 (août 2022).
Si vous disposez d'ouvrages ou d'articles de référence ou si vous connaissez des sites web de qualité traitant du thème abordé ici, merci de compléter l'article en donnant les références utiles à sa vérifiabilité et en les liant à la section « Notes et références ».

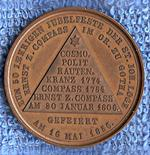
Médaille de 1856 - côté pile

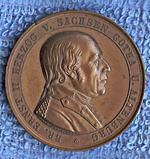
Médaille de 1856 - côté face

Ernst zum Compass est le nom d'une loge maçonnique sise à Gotha, en Allemagne, active de 1806 à 1934.

## Historique
Le mouvement des francs-maçons existait dans le duché de Saxe-Gotha-Altenbourg depuis les années 1740 et a d'abord abouti à la fondation de la loge Aux trois Boussoles en 1750. Le 25 juillet 1774, à l'initiative de l'acteur de la cour Conrad Ekhof (de) et du directeur du théâtre Abel Seyler ainsi que de représentants de la bourgeoisie de Gotha, la loge de Saint-Jean  Cosmopolite  fut fondée et Ekhof fut élu comme premier Vénérable Maître. Après l'adhésion de duc Ernest II de Saxe-Gotha-Altenbourg et de son frère Prince Auguste, la loge prit son envol le 23 septembre 1774 au nom de « Zum Rautenkranz ». Elle devint le centre de la vie intellectuelle et culturelle de la ville et contribua à la diffusion des idées des Lumières et de la philanthropie. Dans le domaine social, les membres fondèrent en 1776, un « Institut pour la promotion de l'inoculation de la feuille » et créèrent plus tard une caisse de prêt et d'aide pour soutenir les commerçants appauvris. Lorsque la loge eut des divergences avec la Große Landesloge der Freimaurer von Deutschland (de) (Grande loge nationale des francs-maçons d'Allemagne) à Berlin, elle s'en sépara et rejoignit le 10 décembre 1784, la grande loge portant le nom de « Zum Kompas » « La ligue éclectique ». Elle la quitta également en 1790. Pour des raisons politiques, elle cessa complètement ses travaux le 11 décembre 1793, à la demande d'Ernest II de Saxe-Gotha-Altenbourg, et se dissout formellement le 29 mai 1801.

## La loge«Ernst zum Compaß»

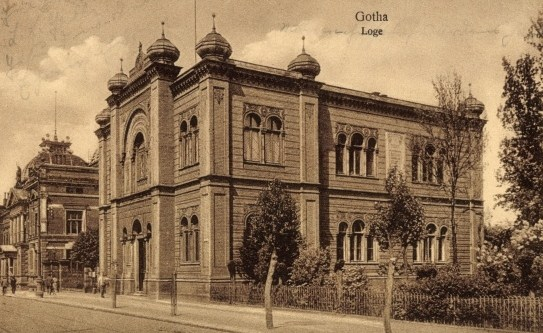
Maison de la Loge à Gotha avant sa destruction.

Le 30 janvier 1806, la loge maçonnique de Gotha fut refondé sous le nom de loge  « Ernst zum Compaß », désormais filiale de la Große National-Mutterloge „Zu den drei Weltkugeln“ (de) (Grande Loge nationale mère : aux trois globes mondiaux) de Berlin. Elle avait une grande importance dans la vie sociale de la ville. Le 16 mai 1856, elle fête le 50e anniversaire de sa fondation. 
Le 75e anniversaire fut célébré le 30 janvier 1881 au Château de Friedenstein à Gotha sous la présidence de duc Ernest II de Saxe-Cobourg et Gotha. Grâce à son soutien, un temple maçonnique de Gotha (de) à l'architecture néo-mauresque fut construit la même année sur la « Karolinenplatz » de l'époque et inaugurée dès le 3 septembre 1882. 
En 1934, la loge fut fermée par les nationaux-socialistes et le temple de la loge fut démoli en 1937. À sa place, un cinéma est construit qui est, après la destruction du théâtre de Gotha en 1945, transformé en maison de la culture au début des années 1950.

## Membres connus
- Conrad Ekhof (de) (1720-1778)
- Abel Seyler (1730-1800/1801)
- Christian Gotthilf Salzmann (1744-1811)
- Ernest II de Saxe-Gotha-Altenbourg (1745-1804)
- Auguste de Saxe-Gotha-Altenbourg (1747-1806)
- Rudolph Zacharias Becker (de) (1752-1822)
- Friedrich Heinrich Himmel (1765-1814), peut-être seulement en 1807 comme invité.
- Friedrich von Schlichtegroll (1765-1822)
- Karl Gottlieb Bretschneider (de) (1776-1848)
- Louis Spohr (1784-1859)
- Ernest II de Saxe-Cobourg et Gotha (1818-1893)